# Trachyrhinus marmoratus
Trachyrhinus marmoratus is een hooiwagen uit de familie Sclerosomatidae.